# Staatslexikon der Görres-Gesellschaft
Das Staatslexikon der Görres-Gesellschaft ist ein mehrbändiges Fachlexikon zu den Themenbereichen Recht, Wirtschaft und Gesellschaft. Der erste Band der ersten Auflage erschien 1889, die achte, vollkommen neu erarbeitete Auflage erschien von 2017 bis 2022. Gemeinsame Herausgeber sind die Görres-Gesellschaft und der Verlag Herder.

## Auflagen

### Erste Auflage
Die 1. Auflage, erschienen 1889–1897, umfasste 5 Bände und entstand unter der Leitung von Adolf Bruder (1851–1896). Nach dessen Tod wurde das Werk von Julius Bachem abgeschlossen. Das Staatslexikon wurde schon 1877 vom ersten Präsidenten der Görres-Gesellschaft, Georg Freiherr von Hertling, aus der Situation des Kulturkampfes heraus initiiert. Es versammelte christliche Rechts-, Staats- und Wirtschaftsauffassungen auf der Grundlage der scholastischen Naturrechtslehre. Damit etablierte es christlich-katholische Positionen gegenüber den beiden zuvor erschienen bürgerlich-liberalen Staatslexika von Rotteck/Welcker und Bluntschli. Inhalt und Umfang der Artikel bestimmten meist die Mitarbeiter, nicht die Herausgeber, sodass die 1. Auflage weniger ein Lexikon und mehr ein lose Aufsatzsammlung war.

### Zweite Auflage
Die 2. Auflage, erschienen 1901–1904, umfasste ebenfalls 5 Bände und wurde herausgegeben von Julius Bachem. In dieser Auflage wurden einige der kirchenpolitischen Beiträge der ersten Auflage ersetzt, doch viele geplante Änderungen (Abschwächen des Charakters eines Rechtslexikons, Straffung der Staatenartikel v. a. um Statistiken und geografische Inhalte, Ausweitung der geistig-kulturellen und öffentlich-rechtlichen Aspekte in Verfassung und Verwaltung) unterblieben. Stark erweitert wurden die Biografien, die seither ein integraler Bestandteil des Staatslexikons sind.

### Dritte und Vierte Auflage
Die nächste Auflage erschien zwischen 1908 und 1912 wiederum in 5 Bänden, in den ersten drei Bänden als „Dritte Auflage“, nach dem   wirtschaftlichen Erfolg dieser Bände ab dem vierten Band als „Dritte, neu bearbeitete und vierte Auflage“. Die ersten vier Bände wurden herausgegeben von Julius Bachem, der fünfte auch von Hermann Sacher, Lexikonredakteur des Verlages Herder, der seit dem zweiten Band an dem Werk mitarbeitete. Für diese Auflage wurden   neue Autoren gewonnen und es fand eine grundlegende Überarbeitung oder Neuerstellung vieler Artikel statt. Die Auflagen des Staatslexikons vor dem Ersten Weltkrieg stellten Material bereit für die Selbstkonstituierung des deutschen Katholizismus, zu dessen geistig-weltanschaulicher Grundorientierung sowie zur Gewinnung seiner gesellschaftlichen Freiheit.

### Fünfte Auflage
Die 5. Auflage spiegelt das kulturelle Selbstbewusstsein des deutschen Katholizismus in der Weimarer Zeit. Sie erschien zwischen 1927 und 1932 und entstand unter Leitung von Hermann Sacher. Sowohl Umfang (obwohl weiterhin 5 Bände) als auch Mitarbeiterzahl wurden ausgeweitet. Erstmals wurden bei der Bearbeitung konsequent lexikalische Kriterien angewandt. Großen Wert wurde auf die Klarheit der Texte und ihre wissenschaftliche Gründlichkeit, Übereinstimmung der Artikel in den Grundsätzen und der Werthaltigkeit des Lexikons für absehbare Zeit gelegt. Die Auflage beschränkte sich nicht nur auf die Staatswissenschaften, sondern behandelte auch verstärkt sozialpolitische, wirtschaftliche und kulturelle Fragen vor dem Hintergrund der Weimarer Republik. Seit 1933 gab es um das Staatslexikon Konflikte mit dem nationalsozialistischen Regime, bis sein Vertrieb schließlich verboten und es aus öffentlichen Bibliotheken entfernt wurde.

### Sechste Auflage
Die 6. Auflage erschien zwischen 1957 und 1963 mit deutlich erweitertem Umfang in zunächst acht Bänden unter der Leitung von Clemens Bauer. Diese Auflage ist von der Erfahrung mit dem Unrechtsstaat des Dritten Reiches geprägt und trägt die Spuren der Adenauer- bzw. Nachkriegsära. Sie verzichtete einerseits auf eine Selbstdarstellung des politischen und kulturellen Selbstbewusstseins der deutschen Katholiken und weitete andererseits das Werk zu einer Enzyklopädie der Sozialwissenschaften aus. Das drückt sich auch im neuen Untertitel „Recht, Wirtschaft, Gesellschaft“ aus. Die theologisch-wissenschaftlichen Veränderungen infolge des Zweiten Vatikanischen Konzils und politischen Veränderungen in den späten 1960er-Jahren fanden ihren Niederschlag in den drei Ergänzungsbänden, die unter der Leitung von Paul Mikat 1969 und 1970 herauskamen.

### Siebte Auflage
Die 7. Auflage erschien unter der Leitung von Paul Mikat in ihrem Grundwerk der Bände eins bis fünf zwischen 1985 und 1989. Die „Staaten der Welt“ folgten, erstmals separat, als Bände sechs und sieben 1991 und 1992. Ziel dieser Auflage war es eine Orientierung im Grundsätzlichen für alle sozial und politisch relevanten Themen zu vermitteln unter Berücksichtigung wichtiger Bereiche der Naturwissenschaften und Medizin sowie Erziehungswissenschaften. Grundsätzlich sollte durchgängig der notwendigen Interdependenz wissenschaftlicher Fragestellungen und Perspektiven Rechnung getragen werden. Grundgerüst sollten jedoch theologische, philosophische und historische Themen bleiben. Das Lexikon wusste sich weiterhin in seinen Grundlagen dem Christentum verpflichtet und war in besonderer Weise an der katholischen Lebens- und Gedankenwelt orientiert.

### Achte Auflage
Die achte Auflage erschien unter der Redaktionsleitung von Heinrich Oberreuter von 2017 bis 2022 in sechs Bänden mit 1828 Artikeln von 1254 Autoren. Die Görres-Gesellschaft ermöglichte es Nachwuchswissenschaftlern aus den Reihen der Gesellschaft, in der achten Auflage des Standardwerkes einen wissenschaftlichen Beitrag zu publizieren.
Für die achte Auflage wurden keine Artikel aus vorigen Auflagen übernommen, alle wurden gänzlich neu erarbeitet. Erstmals erscheint das Staatslexikon auch in elektronischen Formaten als App, E-Book und Online-Lexikon (Open Access). 
Die achte Auflage konzentriert sich auf die programmatischen Kernpunkte des Staatslexikons: Recht, Wirtschaft, Gesellschaft. Neue Themenkomplexe gegenüber der siebten Auflage sind unter anderem:
- Politisch: die Veränderungen nach dem Ende des Kalten Krieges, Wachstum und Krise der EU, Terrorismus und Migration
- Gesellschaftlich: Wertewandel und Säkularisierung, Individualisierung, Pluralisierung, demographischer Wandel, Liberalisierung der Lebensformen
- Wirtschaftlich: Globalisierung, Differenzierung von Konsumpräferenzen, sozialstaatliche Leistungspotentiale und -erwartungen, Finanzkrise der EU
- Digitalisierung

Zu den deutschsprachigen Staaten gibt es ausführliche Artikel, auf die Darstellung der übrigen Staaten der Welt wurde verzichtet.

## Auflagenübersicht
| Staatslexikon, Auflage 1, 1889–1897, 5 Bände                                                                              | Staatslexikon, Auflage 1, 1889–1897, 5 Bände                                  | Staatslexikon, Auflage 1, 1889–1897, 5 Bände | Staatslexikon, Auflage 1, 1889–1897, 5 Bände |
| Band | Bandgrenzen                                                                   | Erscheinungsjahr                             | Redaktionsleitung                            |
| --- | ----------------------------------------------------------------------------- | -------------------------------------------- | -------------------------------------------- |
| Band 1 | Aargau – Corpus iuris                                                         | 1889                                         | Adolf Bruder                                 |
| Band 2 | Costarica – Großstädte                                                        | 1892                                         | Adolf Bruder                                 |
| Band 3 | Grotius – Oekonomie                                                           | 1894                                         | Adolf Bruder                                 |
| Band 4 | Oesterreich-Ungarn – Schweiz                                                  | 1895                                         | Adolf Bruder                                 |
| Band 5 | Schwerin – Zwischenherrscher                                                  | 1897                                         | Adolf Bruder, Julius Bachem                  |
| Staatslexikon, Auflage 2, 1901–1904, 5 Bände                                                                              |                                                                               |                                              |                                              |
| Band 1 | Aargau – Deutsches Reich                                                      | 1901                                         | Julius Bachem                                |
| Band 2 | Dienstgeheimnis – Heerwesen                                                   | 1901                                         | Julius Bachem                                |
| Band 3 | Hegel – Mormonen                                                              | 1902                                         | Julius Bachem                                |
| Band 4 | Möser – Sismondi                                                              | 1903                                         | Julius Bachem                                |
| Band 5 | Sitte – Zwischenherrscher                                                     | 1904                                         | Julius Bachem                                |
| Staatslexikon, Auflage 3/4, 1908–1912, 5 Bände, ab Band 4 zugleich auch 4. Auflage (unveränderter Abdruck der 3. Auflage) |                                                                               |                                              |                                              |
| Band 1 | Abandon – Elsaß-Lothringen                                                    | 1908                                         | Julius Bachem                                |
| Band 2 | Eltern – Kant                                                                 | 1909                                         | Julius Bachem                                |
| Band 3 | Kaperei – Passwesen                                                           | 1910                                         | Julius Bachem                                |
| Band 4 | Patentrecht – Staatsprüfungen                                                 | 1911                                         | Julius Bachem                                |
| Band 5 | Staatsrat – Zweikampf, Nachträge                                              | 1912                                         | Julius Bachem, Hermann Sacher                |
| Staatslexikon, Auflage 5, 1927–1932, 5 Bände                                                                              |                                                                               |                                              |                                              |
| Band 1 | Abel – Fideikommiss                                                           | 1926                                         | Hermann Sacher                               |
| Band 2 | Film – Kapitalismus                                                           | 1927                                         | Hermann Sacher                               |
| Band 3 | Kapitalismus – Panslawismus                                                   | 1929                                         | Hermann Sacher                               |
| Band 4 | Papiergeld – Staatsschulden                                                   | 1931                                         | Hermann Sacher                               |
| Band 5 | Staatssozialismus – Zwischenkirchenrecht, Nachträge                           | 1932                                         | Hermann Sacher                               |
| Staatslexikon: Recht – Wirtschaft – Gesellschaft, Auflage 6, 1957–1963 und 1969–1970, 8 Bände, 3 Ergänzungsbände          |                                                                               |                                              |                                              |
| Band 1 | Abbe – Beyerle                                                                | 1957                                         | Clemens Bauer                                |
| Band 2 | Beziehungslehre – Erbrecht                                                    | 1958                                         | Clemens Bauer                                |
| Band 3 | Erbschaftssteuer – Harzburger Front                                           | 1959                                         | Clemens Bauer                                |
| Band 4 | Hauriou – Konsum                                                              | 1959                                         | Clemens Bauer                                |
| Band 5 | Konsumentenkredit – Ökumenische Bewegung                                      | 1960                                         | Clemens Bauer                                |
| Band 6 | Oligopol – Schweiz                                                            | 1961                                         | Clemens Bauer                                |
| Band 7 | Schwurgericht – Venezuela                                                     | 1962                                         | Clemens Bauer                                |
| Band 8 | Verbände – Zypern: Nachträge                                                  | 1963                                         | Clemens Bauer                                |
| Band 9 | Ergänzungsband 1: Abrüstung – Finanzverfassung                                | 1969                                         | Paul Mikat                                   |
| Band 10 | Ergänzungsband 2: Foerster – praktische Philosophie                           | 1970                                         | Paul Mikat                                   |
| Band 11 | Ergänzungsband 3: Präsidialregierung – Zukunftsforschung, Nachträge, Register | 1970                                         | Paul Mikat                                   |
| Staatslexikon: Recht – Wirtschaft – Gesellschaft, Auflage 7, 1985–1989 und 1991–1992, 7 Bände                             |                                                                               |                                              |                                              |
| Band 1 | Abendland – Deutsche Partei                                                   | 1985                                         | Paul Mikat                                   |
| Band 2 | Deutscher Caritasverband – Hochschulen                                        | 1986                                         | Paul Mikat                                   |
| Band 3 | Hoffmann – Naturrecht                                                         | 1987                                         | Paul Mikat                                   |
| Band 4 | Naturschutz und Landschaftspflege – Sozialhilfe                               | 1988                                         | Paul Mikat                                   |
| Band 5 | Sozialindikatoren – Zwingli                                                   | 1989                                         | Paul Mikat                                   |
| Band 6 | Die Staaten der Welt – 1. Globale Perspektiven, Europa – Amerika              | 1991                                         | Paul Mikat                                   |
| Band 7 | Die Staaten der Welt: 2. Afrika – Asien – Australien – Ozeanien – Antarktis   | 1993                                         | Paul Mikat                                   |
| Staatslexikon: Recht – Wirtschaft – Gesellschaft, Auflage 8, 2017–2021, 6 Bände                                           |                                                                               |                                              |                                              |
| Band 1 | ABC-Waffen – Ehrenamt, Vorläufiges Abkürzungsverzeichnis als Beilage          | 2017                                         | Heinrich Oberreuter                          |
| Band 2 | Eid – Hermeneutik                                                             | 2018                                         | Heinrich Oberreuter                          |
| Band 3 | Herrschaft – Migration                                                        | 2019                                         | Heinrich Oberreuter                          |
| Band 4 | Milieu – Schulpflicht                                                         | 2020                                         | Heinrich Oberreuter                          |
| Band 5 | Schulrecht – Welt                                                             | 2021                                         | Heinrich Oberreuter                          |
| Band 6 | Weltanschauung – Zweites Vatikanisches Konzil                                 | 2022                                         | Heinrich Oberreuter                          |